# Rio Claro
Rio Claro város Brazíliában, São Paulo államban. Lakosainak száma 201 418 fő (2022). Rio Claro Iracemápolis, Araras, Corumbataí, Ipeúna, Itirapina, Leme, Piracicaba és Santa Gertrudes községekkel határos.

## Népesség
A település népességének változása:
| Lakosok száma | 168 218 | 186 253 | 199 961 | 208 008 | 209 548 | 201 418 |
|               | 2000    | 2010    | 2015    | 2020    | 2021    | 2022    |